# さよならフロンティア
「さよならフロンティア」は、Galileo Galileiの5thシングル。

## 解説
- 初回盤は「Galileo Galilei 特製ステッカー」が封入された。
- キャッチコピーは『“挑戦”と“冒険”に満ち溢れたガリレオ・ガリレイの新たなサウンド・スケープ』。

## 収録曲
（全作詞:尾崎雄貴 全作曲：尾崎雄貴、佐孝仁司 全編曲：Galileo Galilei(特記以外)）
1. さよならフロンティア - 4:52
TBS・MBS系ドラマ『荒川アンダー ザ ブリッジ』主題歌
歌詞はスマッシング・パンプキンズの「1979」に影響を受けている[1]。
2. 4 - 3:13
作曲：尾崎雄貴、岩井郁人、佐孝仁司、尾崎和樹
インストナンバーで、タイトルの読みは「フォー」[2]。
3. くそったれども - 6:07